# Ernst Haider
Ernst Haider (* 16. November 1890 in München; † 27. Januar 1988 in Starnberg) war ein deutscher Landschaftsmaler, Porträtmaler, Graphiker und Radierer.

## Leben
Ernst Haider war der Sohn des bayerischen Landschaftsmalers sowie Kunstprofessors Karl Haider mit seiner zweiten Ehefrau Ernestine Schwarz und Enkel des Jagdzeichners Max Haider. Auch sein Bruder Hubert Haider war Maler.
Von 1910 bis 1913 besuchte er in München die Malschule von Walter Thors; zugleich hörte er Vorlesungen an der Universität in Kunstgeschichte. Danach studierte an der Akademie der Bildenden Künste München, wo er unter anderem zusammen mit Walther Kerschensteiner die Zeichenklasse von Angelo Jank besuchte. Seine Werke wurden regelmäßig zwischen 1922 und 1931 in den Münchner Kunstausstellungen im Glaspalast ausgestellt.
Haider war Mitglied der Münchner Künstlergenossenschaft, der ältesten Vereinigung freischaffender Künstler in Bayern, sowie des Vereins für Original-Radierung. Er zählte 1925 zu den Vertretern einer Neuen Sachlichkeit in der Malerei. 
1928 zog Haider in die Künstlerkolonie Stockdorf, wo er bis zu seinem Tod lebte. Die Nazis belegten ihn 1935 mit Berufsverbot.

Nach 1945 unternahm der Künstler Studienreisen u. a. in die Schweiz, nach Spanien, Griechenland, Italien, England, Frankreich und Holland.
1947 wurde er in den Rat des neu gegründeten Münchner Kunstvereins gewählt. Seine Werke wurden unter anderem in der Volksschule Gräfelfing in einer Kollektivausstellung der Literarischen Gesellschaft Gräfelfing im April 1953 gemeinsam mit Plastiken von Ferdinand Filler gezeigt. Im Jahr 1982 erhielt er den Günther Klinge-Preis der Gemeinde Gauting für sein künstlerisches Schaffen. Er starb 1988 im Kreiskrankenhaus Starnberg.
1990 fand im Rathaus von Gauting dem Künstler zu Ehren eine Gedächtnisausstellung statt.

## Künstlerisches Werk
„Haider nahm das Handwerkliche an seiner künstlerischen Tätigkeit sehr ernst; er malte und zeichnete mit strenger Sorgfalt, wobei er sich die Perfektion der alten Meister zum Vorbild nahm. Im Laufe seines Schaffens bemühte er sich immer mehr um Verdichtung und Knappheit des Ausdrucks. Dies gilt besonders für seine Porträts, in deren Exaktheit und naturalistischer Ausdrucksweise seine zeichnerischen Fähigkeiten deutlich zum Ausdruck kommen. Neben den Menschendarstellungen waren verschiedene Motive aus der freien Natur seine Theman, insbesondere die Berge, die er gern im Vorfrühling malte. Seine Bergansichten, in leuchtenden Farben mit einer gewissen Flächigkeit dargestellt, verraten sein Studium der großen Graubündner Maler. Ab den fünfziger Jahren wurde sein Stil, unter dem Einfluß seiner Reisen, den Zeitströmungen gegenüber offener, doch hielt er Distanz zur abstrakten Malerei.“

## Werke (Auswahl)
- 1922: Selbstbildnis (Öl)
- 1922: Im Buchenwald (Radierung)
- 1922: Baumgruppe (Radierung)
- 1922: Holsteinsche Mühle (Radierung)
- 1922: Landstraße im Vorfrühling (Radierung)
- 1922: Rieslandschaft (Radierung)
- 1924: Der Hochnar / Hohe Tauern (Öl)
- 1924: Sonnwendjoch (Radierung)
- 1924: Verschneites Hochtal
- 1925: Rottenbucher Herbstlandschaft (Öl)
- 1926: Oberbayerische Landschaften. Mappe mit 6 Radierungen. München: Selbstverlag Ernst Haider
- 1927: Murnauer Abendlandschaft (Öl)
- 1927: Bildnis / Frau Prof. D. (Öl)
- 1927: Ein Maler (Öl)
- 1927: Garten in Regenstimmung (Öl)
- 1927: Blick auf St. Moritzer See (Öl)
- 1928: Bondasca-Tal (Öl)
- 1928: Mein Bub (Öl)
- 1928: Bildnis des Herrn Komm.-Rat. Koch (Öl)
- 1928: Bildnis des Herrn Dir. Strauß (Öl)
- 1930: Herbst im Isartal (Öl)
- 1930: Junge Saaten (Öl)
- 1931: Ostersee (Radierung)
- 1931: Blick vom Dachauer Schloß gegen München (Radierung)
- 1935: Sommerliche Weidelandschaft
- 1942: Blick auf Bettwar im Taubertal
- 1954: Akt bei der Morgentoilette
- 1961: Weiblicher Akt mit Kopftuch